# Trasporto per il paradiso
Trasporto per il paradiso (Transport z raje) è un film del 1963 diretto da Zbyněk Brynych.

## Trama
In visita al campo di concentramento di Terezin durante la realizzazione di un documentario celebrativo, ma anche ingannevole, un generale delle SS nota un cartello con la scritta "morte al fascismo" e, per rappresaglia, decide di organizzare un convoglio con destinazione Auschwitz-Birkenau. Nonostante l'opposizione del Judenrat, il convoglio partirà.

## Riconoscimenti
- 1963 - Festival del cinema di Locarno
  - Vela d'oro